# Dominion Cemetery
Le Dominion Cemetery  est un cimetière militaire de la Première Guerre mondiale, situé sur le territoire de la commune d'Hendecourt-lès-Cagnicourt , dans le département du Pas-de-Calais, au sud d'Arras.

## Localisation
Ce cimetière est situé en pleine campagne, à 3 km au nord-est du village en limite de terroir de Cagnicourt. On y accède en empruntant un chemin rural sur environ 500m.

## Histoire

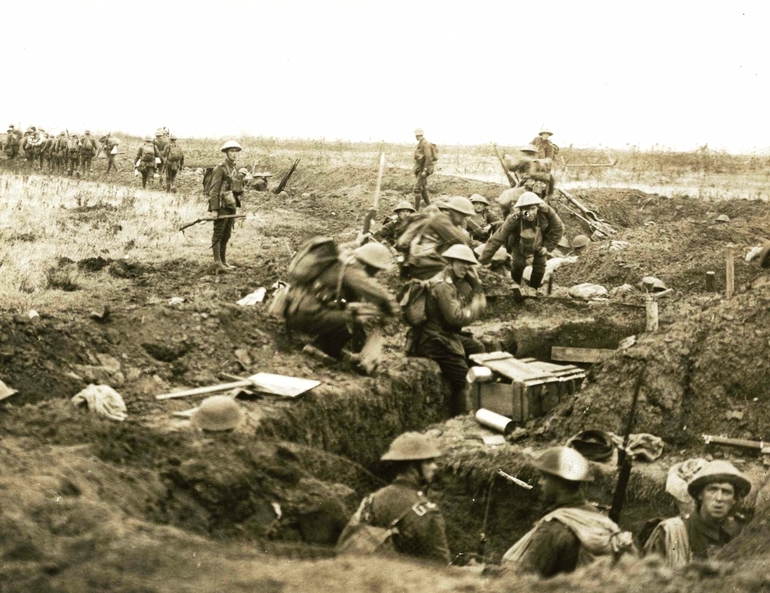
Tranchée britannique lors de la première bataille de Bullecourt-Cagnicourt le 11 avril 1917.

Aux mains des Allemands dès fin août 1914, le village restera loin des combats jusqu'au début 1917, date à laquelle les Allemands établiront la ligne Hindenburg qui passe juste à l'ouest du terroir de la commune.

Le secteur sera le théâtre de violents combats les troupes du Commonwealth cherchant à percer la ligne Hindenburg à partir d'avril 1917. 

Ce n'est que  dans la nuit du 1er au 2 septembre 1918 qu'Hendecourt-lès-Cagnicourt  est prise par les troupes du Commonwhealt. 

Le cimetière Dominion a été construit par des unités canadiennes en septembre 1918 pour inhumer les victimes  après la prise d'assaut par le Corps canadien de la ligne Drocourt-Quéant.

Il y a 231 victimes de la guerre 1914-18 commémorées sur ce site, dont 5 ne sont pas identifiées .

## Caractéristiques
Ce  cimetière, d'un plan rectangulaire de 30 m sur 25, est entouré d'un muret de silex et de moellons.

## Galerie

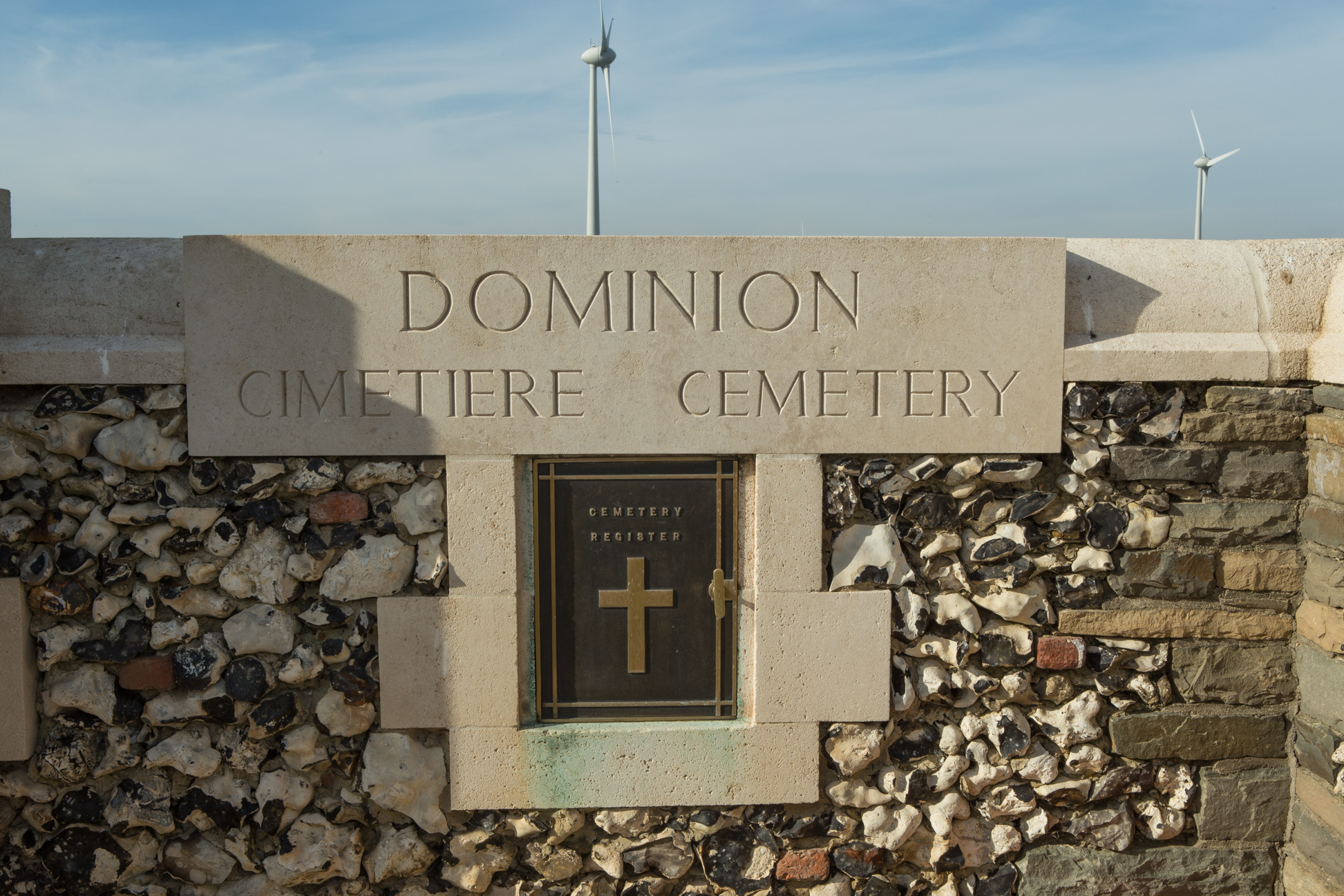
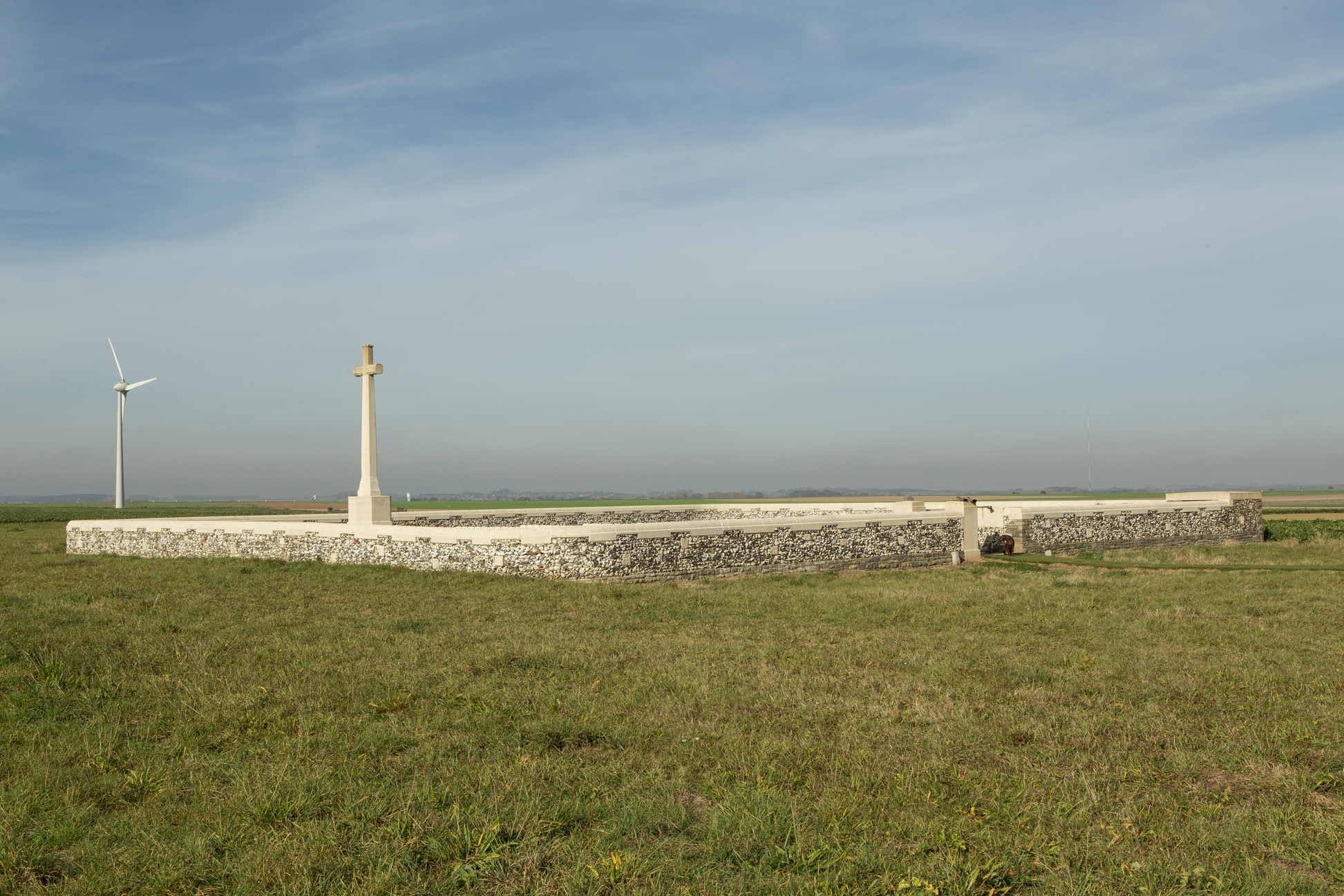
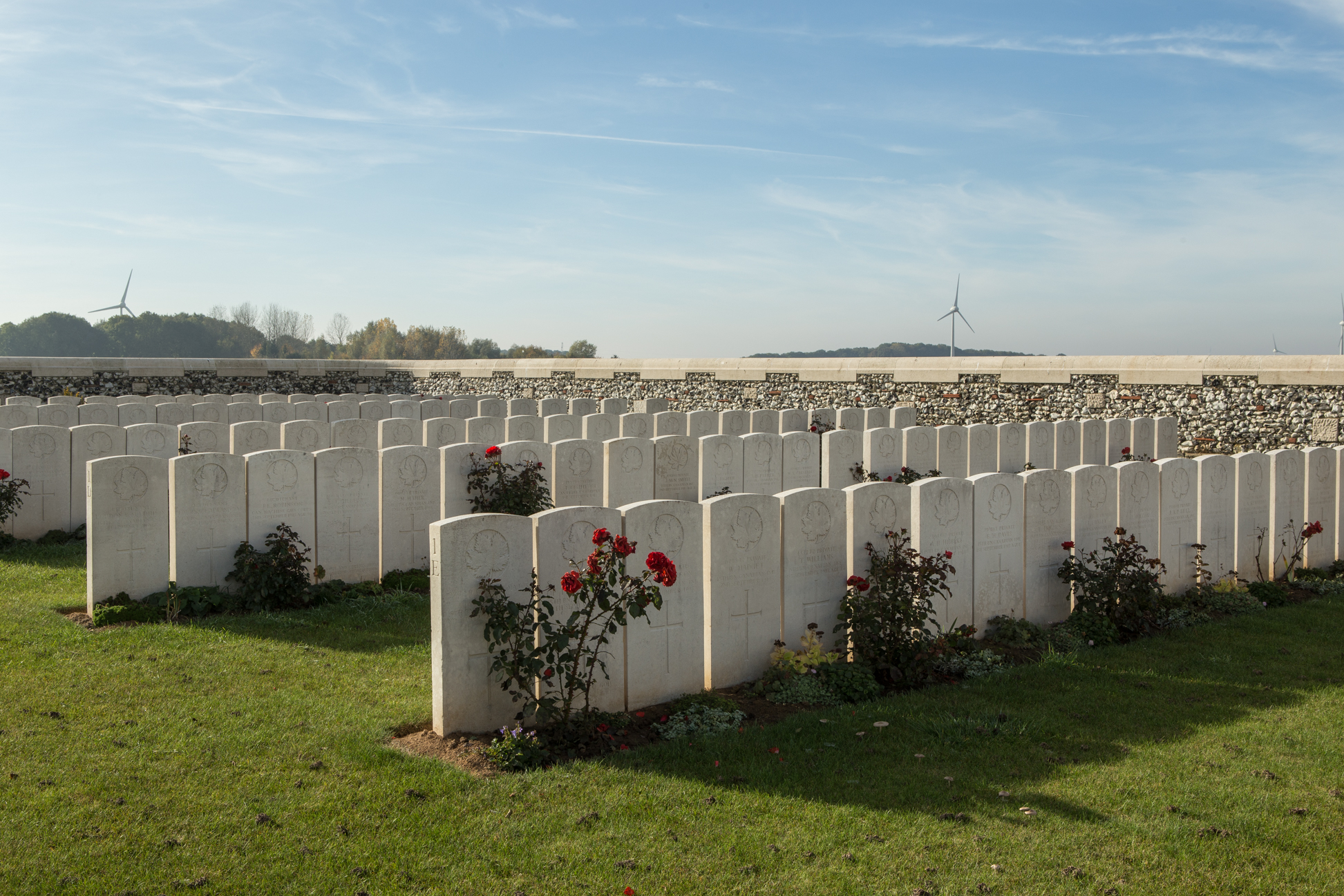
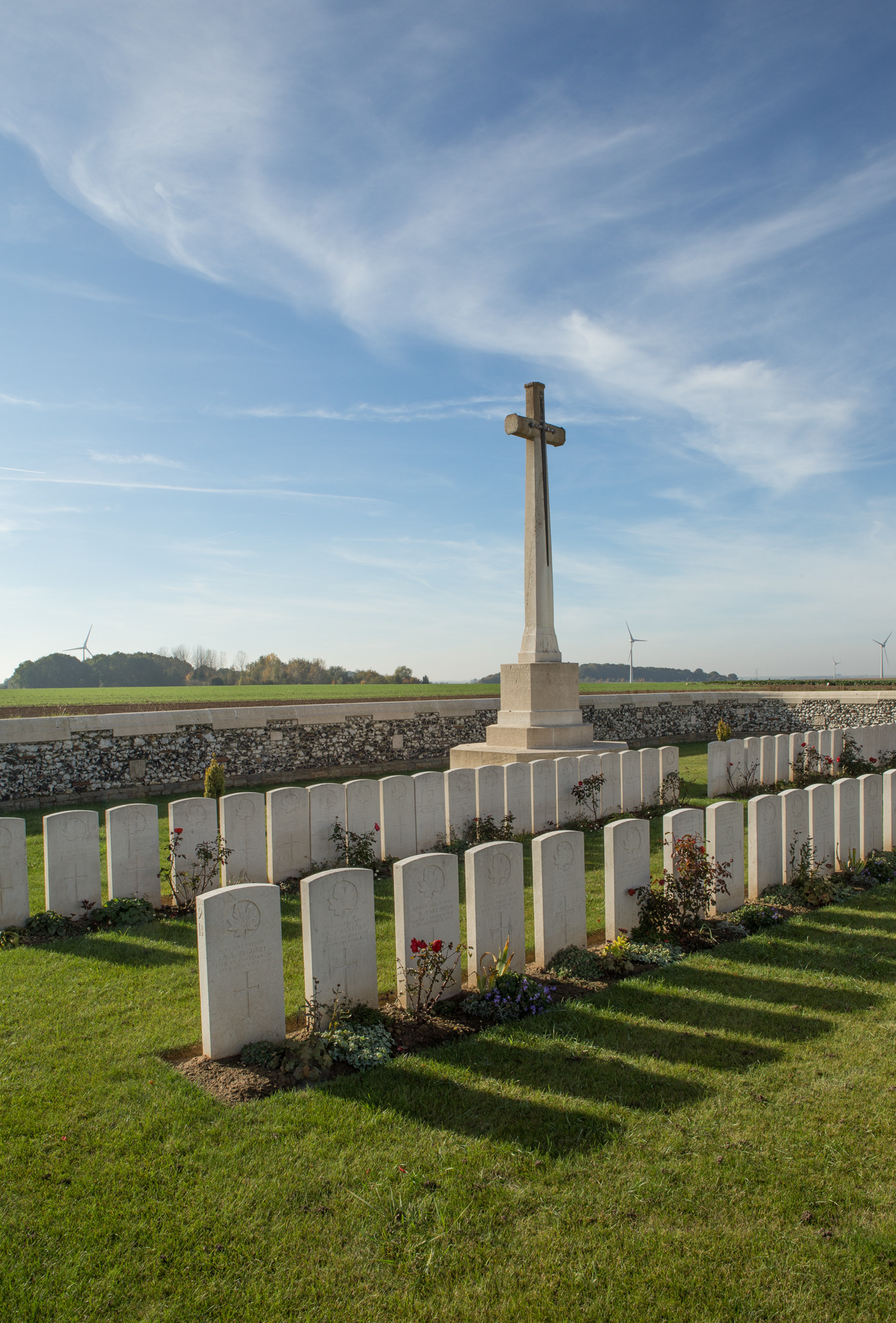
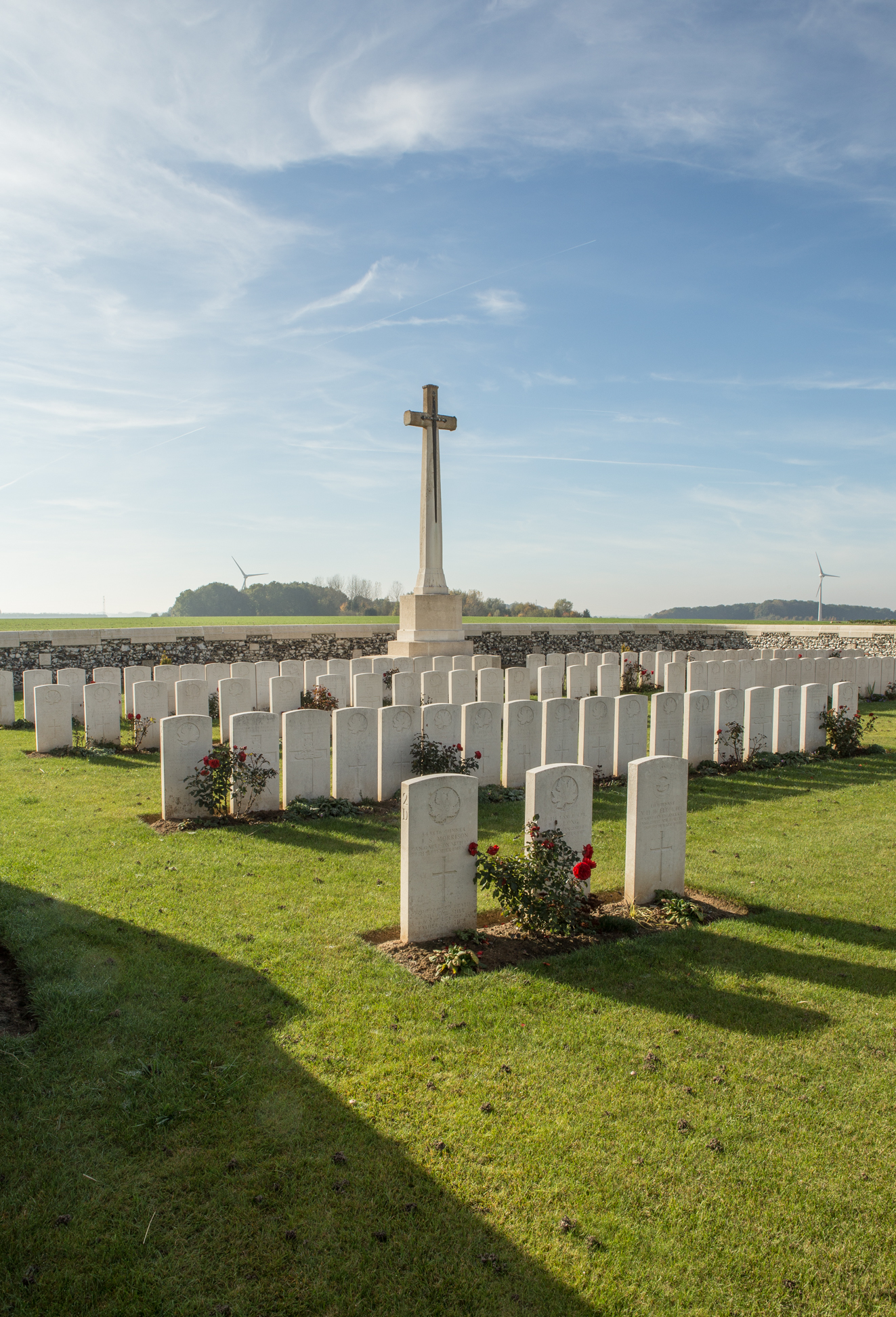

## Sépultures
| Pays        | Sépultures |
| ----------- | ---------- |
| Royaume-Uni | 15         |
| Canada      | 216        |
| Total       | 231        |